# Palla (araldica)
Palla è un termine utilizzato in araldica per indicare una figura sferica che in più dello smalto, si ombreggia.
La figura rotonda non ombreggiata è definita bisante o tortello. Le palle più note sono quelle che compaiono nello stemma della famiglia Medici di Firenze. In origine i Medici portarono 6, 7 e 8 palle, che poi ridussero a cinque. A seguito di concessione di Luigi XI di Francia, aggiunsero nel capo dello scudo una sesta palla azzurra caricata dei tre gigli di Francia. Quando papa Leone X, dei Medici, dopo essere venuto a Firenze, creò cavalieri i priori del tempo concesse loro la palla azzurra di Francia. I priori che ebbero tale onore furono Piero Ridolfi, Betto Dini, Piero Tornabuoni, Giannozzo Salviati, Buonarroto Simoni, Cesare Sassetti, Lorenzo Mancini, Bernardo Carnesecchi e Bartolomeo Panciatichi.

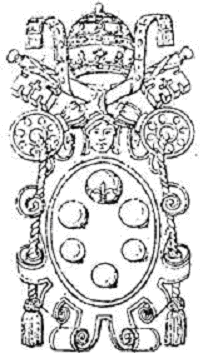
Cinque palle d'oro ed una palla carica del giglio di Francia (questo è lo stemma di Leone X Medici)
Stemma Medici
D'argento, a tre palle di rosso (stemma dei signori di Heinriet di Svevia)
Leone accompagnato da tre palle d'oro (Valendas, Svizzera)